# Oediceroides zanzibarica
Oediceroides zanzibarica is een vlokreeftensoort uit de familie van de Oedicerotidae. De wetenschappelijke naam van de soort is voor het eerst geldig gepubliceerd in 1937 door K.H. Barnard.